# Craig Rodman
Craig Rodman (* 4. Oktober 1972 in Salt Lake City) ist ein ehemaliger US-amerikanischer Freestyle-Skier. Er startete in den Buckelpisten-Disziplinen Moguls und Dual Moguls.

## Werdegang
Rodman startete zu Beginn der Saison 1991/92 in Tignes erstmals im Weltcup. Dort sprang er auf den 28. Platz im Moguls und errang im weiteren Saisonverlauf in Lake Placid mit dem fünften Platz im Moguls sowie mit dem siebten Platz im Moguls in Madarao seine ersten Top-Zehn-Platzierungen im Weltcup. Er kam damit auf den 12. Platz im Moguls-Weltcup und belegte bei den Olympischen Winterspielen 1992 in Albertville den 13. Platz im Moguls-Wettbewerb. In der Saison 1992/93 wurde er mit fünf Top-Zehn-Platzierungen erneut Zwölfter im Moguls-Weltcup und sprang bei den Weltmeisterschaften 1993 in Altenmarkt-Zauchensee auf den 64. Platz im Moguls. Nach Platz 36 in Tignes zu Beginn der Saison 1993/94, kam er dreimal unter die ersten Zehn und errang damit den 17. Platz im Moguls-Weltcup. Beim Saisonhöhepunkt, den Olympischen Winterspielen 1994 in Lillehammer, belegte er den 18. Platz im Moguls-Wettbewerb. In den folgenden Jahren erreichte er meist Platzierungen außerhalb der ersten Zehn und holte in der Saison 1995/96 im Dual Moguls in La Clusaz seinen einzigen Weltcupsieg. Er wurde damit Neunter im Dual-Moguls-Weltcup und startete letztmals im Februar 1997 in Meiringen-Hasliberg im Weltcup, wobei er den 33. Platz im Dual Moguls errang.

## Erfolge

### Olympische Spiele
- 1992 Albertville: 13. Platz Moguls
- 1994 Lillehammer: 18. Platz Moguls

### Weltmeisterschaften
- 1993 Altenmarkt: 64. Platz Moguls

### Weltcupsiege
Rodman nahm an 49 Weltcups teil und erreichte 13 Top-Zehn-Platzierungen sowie eine Podestplatzierung.
| Datum            | Ort       | Land       | Disziplin   |
| ---------------- | --------- | ---------- | ----------- |
| 15. Februar 1996 | La Clusaz | Frankreich | Dual Moguls |

### Weltcup-Gesamtplatzierungen
| Saison  | Gesamt | Gesamt | Moguls | Moguls | Dual Moguls | Dual Moguls |
| Saison  | Punkte | Platz  | Punkte | Platz  | Punkte      | Platz       |
| ------- | ------ | ------ | ------ | ------ | ----------- | ----------- |
| 1991/92 | 12     | 44.    | 98     | 12.    | –           | –           |
| 1992/93 | 54     | 42.    | 484    | 12.    | –           | –           |
| 1993/94 | 42     | 55.    | 332    | 17.    | –           | –           |
| 1994/95 | 31     | 64.    | 216    | 25.    | –           | –           |
| 1995/96 | 16     | 81.    | 124    | 29.    | 100         | 9.          |
| 1996/97 | 13     | 92.    | 52     | 39.    | 44          | 36.         |